# Zug um Zug
Zug um Zug är ett tyskt uttryck som används för att beskriva att säljarens och köparens prestationer, såvitt annat inte är avtalat, skall utväxlas samtidigt. Säljaren är således berättigad att innehålla en såld vara till dess köpeskillingen betalas och köparen har på motsvarande sätt rätt att innehålla köpeskillingen till dess varan hålls honom tillhanda. För att principen skall kunna tillämpas i praktiken måste parterna således sammanträffa för att köpet skall kunna genomföras. Principen följer av 10 och 49 §§ köplagen (1990:931).